# Tim de Cler
Tim de Cler (Leiden, Provincia de Holanda Meridional, 8 de noviembre de 1978) es un exfutbolista neerlandés que jugaba de lateral izquierdo.
A lo largo de su carrera, ganó dos Eredivisie y cuatro copas de los Países Bajos.

## Selección nacional
Fue internacional habitual con la selección nacional desde que Marco van Basten asumió el cargo de seleccionador y formó parte del equipo que jugó la Copa Mundial de Fútbol de 2006 y la Eurocopa 2008. 

### Participaciones en Eurocopas
| Eurocopa      | Sede            | Resultado        |
| ------------- | --------------- | ---------------- |
| Eurocopa 2008 | Austria y Suiza | Cuartos de final |

### Participaciones en Copas del Mundo
| Mundial                        | Sede     | Resultado        |
| ------------------------------ | -------- | ---------------- |
| Copa Mundial de Fútbol de 2006 | Alemania | Octavos de final |

## Clubes
| Club              | País         | Año       |
| ----------------- | ------------ | --------- |
| Ajax de Ámsterdam | Países Bajos | 1997-2002 |
| AZ Alkmaar        | Países Bajos | 2002-2007 |
| Feyenoord         | Países Bajos | 2007-2011 |
| AEK Larnaca       | Chipre       | 2011-2013 |

## Palmarés
- Eredivisie (2): 1998; 2002.
- Copa de los Países Bajos (4): 1998; 1999; 2002; 2008.